# サザン (列車)
サザン（英語: SOUTHERN）は、南海電気鉄道が、難波駅 - 和歌山市駅・和歌山港駅間を南海本線・和歌山港線経由で運行する特急列車である。指定席車両と自由席車両の両方を連結して運行している。
本項では「サザン」の前身である四国連絡特急「四国号」、「四国号」に名称統合する以前の「きい号」「とさ号」「あわ号」、「あわ号」とともに「なると号」の名称で運行を開始するも特急に昇格することなく改称・廃止に至った淡路連絡急行「淡路号」などについても記述する。

## 概況
難波駅 - 和歌山市駅間を最速58分、難波駅 - 和歌山港駅間を66分で結ぶ特急列車で、和歌山港駅で南海フェリー徳島航路と接続する四国連絡列車でもある。なお、2020年2月時点でのダイヤでは、和歌山港駅発着の「サザン」は平日3往復（ほかに急行3往復）、土曜・休日2往復のみに縮小されており、フェリーの便によっては和歌山市 - 和歌山港駅間の普通列車を介しての連絡となる。
南海電気鉄道の創業100周年にあたる1985年に「四国号」の後継として登場した。列車名は、開けゆく『みなみ』の方向性と、21世紀に向かう将来性から名付けられた。ロゴマークは南十字星（サザンクロス）をモチーフとしている。2011年に運行を開始した「サザン・プレミアム」は「もっと南へ。もっとミナミへ。」をキャッチコピーとしている。
座席指定車への乗車には、乗車券のほかに大人520円、小児260円が必要となる。自由席車を併結することから、「特急券」「特別急行料金」ではなく「座席指定券」「指定券」「座席指定料金」と案内される。

## 運行形態
座席指定車4両と自由席車4両を併結した8両編成で運転され、「一部座席指定」と案内される。
かつてはラッシュ時を中心に全車両座席指定の列車も存在したほか、座席指定車を連結しない全車自由席の特急（単に「特急」と案内、以下「自由席特急」と記述）も運転されていた。2005年11月27日以降、昼間時の特急は「サザン」と自由席特急を合わせて毎時2本（30分毎）運転となった。2009年10月4日のダイヤ改正で、全車両座席指定の「サザン」が廃止され、1日2往復の自由席特急を除き、一部座席指定「サザン」として運転されるようになった。2012年4月1日のダイヤ変更で、自由席特急を廃止し、「サザン」に統一された。
ただし、同年7月2日から9月7日まで、東北地方太平洋沖地震（東日本大震災）の影響による節電要請を受けて、お盆（8月13日・14日・15日）を除く平日ダイヤの「サザン」2往復を自由席特急（6両編成）に変更していた。
難波駅 - 和歌山市駅間の標準所要時間は登場当時は54分だったが、泉佐野駅以南での停車駅増加に伴い、所要時間が増加している。平日の朝夕ラッシュ時には急行並みの所要時間になる列車も存在する。　
2005年11月26日までは、終着駅を除き、奇数号車は後ろ・偶数号車は前（難波行きはその逆）のドアのみを開けて、運転室寄りのドアは締め切られていたが、翌日の泉佐野駅高架化完成に伴い、全てのドア扱いを行うようになった。なお、12000系導入後は同系のドア配置の関係で、駅ホームでの運転室寄りドアの乗車位置案内がなくなっている。

### 停車駅
- 難波駅 - 新今宮駅 - 天下茶屋駅 - 堺駅 - 岸和田駅 - 泉佐野駅 - 尾崎駅 - みさき公園駅 - 和歌山大学前駅 - 和歌山市駅 - 和歌山港駅

2006年から2008年まで、正月三が日のデータイムの「サザン」および自由席特急は、初詣客に対応するため、住吉大社駅に臨時停車していたが、2009年以降は再び臨時停車しなくなった。また、野外イベント会場「泉大津フェニックス」で大型イベント（ロック・フェスティバル「RUSH BALL」等）が実施される日は、一部のサザンおよび自由席特急が泉大津駅に臨時停車することもある。
| 停車駅         | 停車駅 | 難波 | 新今宮 | 天下茶屋 | 堺 | 泉大津 | 岸和田 | 貝塚 | 泉佐野 | 尾崎 | みさき公園 | 和歌山大学前 | 和歌山市 | 和歌山港 | 備考                                             |
| -------------- | ------ | ---- | ------ | -------- | -- | ------ | ------ | ---- | ------ | ---- | ---------- | ------------ | -------- | -------- | ------------------------------------------------ |
| 特急           | 1956年 | ●    | ×      | ―        | ●  | ●      | ●      | ●    | ●      | ―    | ―          | ×            | ●        | ●        | 和歌山港線開業                                   |
| 特急           | 1966年 | ●    | ●      | ―        | ●  | ●      | ●      | ●    | ●      | ―    | ―          | ×            | ●        | ●        | 新今宮駅開業                                     |
| 特急「四国号」 | 1968年 | ●    | ●      | ―        | ●  | ―      | ●      | ―    | ―      | ―    | ―          | ×            | ●        | ●        | 泉大津駅、貝塚駅、泉佐野駅を通過するようになる   |
| 特急「サザン」 | 1985年 | ●    | ●      | ―        | ●  | ―      | ●      | ―    | ●      | ―    | ―          | ×            | ●        | ●        | 再び泉佐野駅に停車するようになる                 |
| 特急「サザン」 | 1994年 | ●    | ●      | ―        | ●  | ―      | ●      | ―    | ●      | ―    | ●          | ×            | ●        | ●        | みさき公園駅に停車するようになる                 |
| 特急「サザン」 | 2001年 | ●    | ●      | ●        | ●  | ―      | ●      | ―    | ●      | ●    | ●          | ×            | ●        | ●        | 天下茶屋駅、尾崎駅に停車するようになる           |
| 特急「サザン」 | 2014年 | ●    | ●      | ●        | ●  | ―      | ●      | ―    | ●      | ●    | ●          | ●            | ●        | ●        | 和歌山大学前駅（2012年開業）に停車するようになる |

- 凡例 ●：停車 ―：通過 ×：未開業
- 堺駅は1955年4月21日に龍神駅と統合した。
- 1971年3月5日までの和歌山港駅は初代（後の築港町駅）。

### 使用車両・編成
和歌山市方4両がリクライニングシートを備えた座席指定車、難波方4両がロングシートの通勤形車両による自由席車である。座席指定車への乗車には、運賃の他に座席指定券が必要となる。指定席の車内設備などは、特急「こうや」・「りんかん」と同等あるいは空港特急「ラピート」の「レギュラーシート」に準ずる仕様となっている。
車両の制御装置およびブレーキ方式の関係上、10000系の併結相手は7000系・7100系、12000系の併結相手は8000系・9000系・8300系に限られる。なお、12000系は1000系とも併結可能であるが、営業運転における実績はない。

#### 現用車両

自由席車両
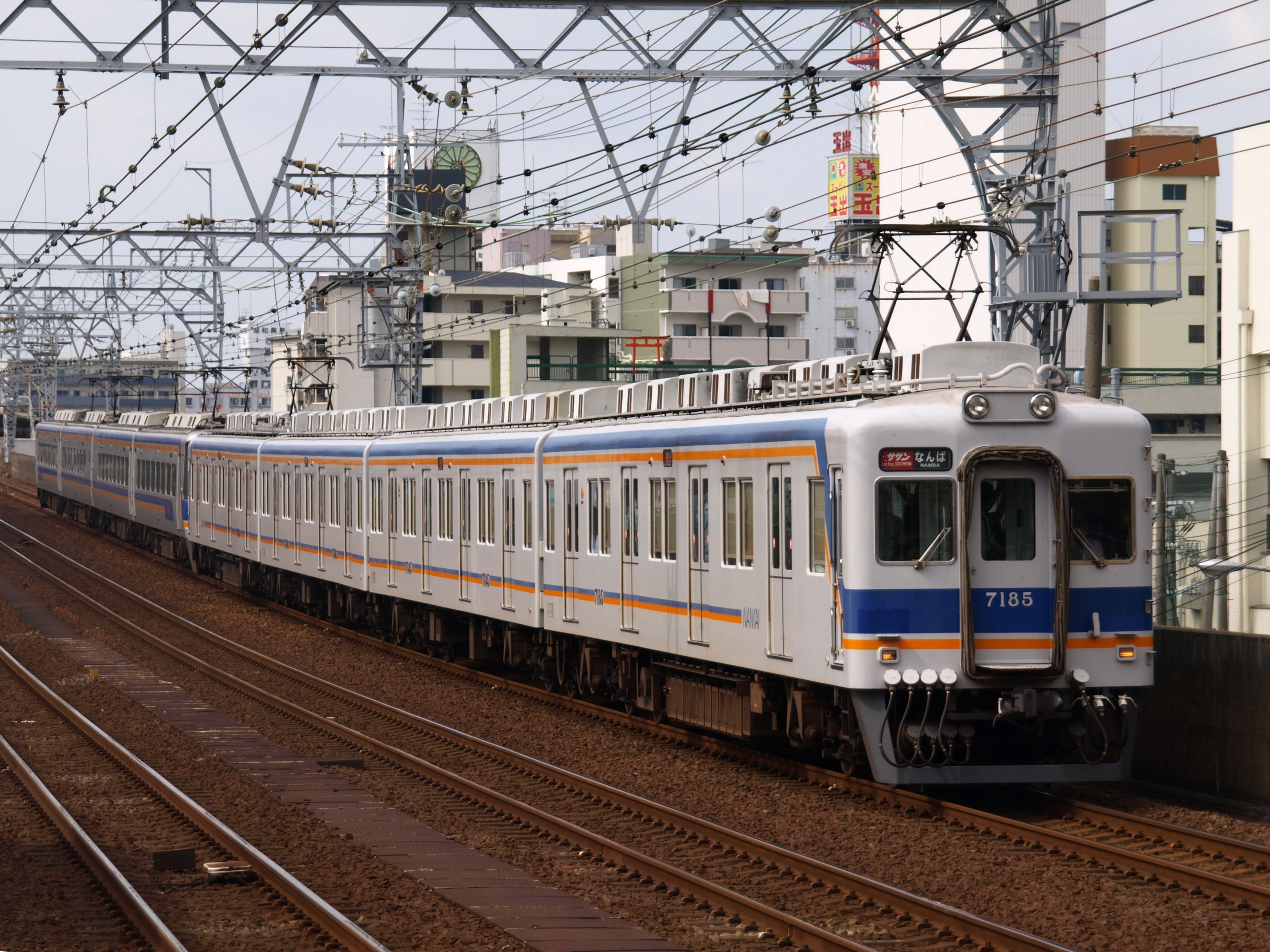
10000系（1985年11月1日[5] - ）
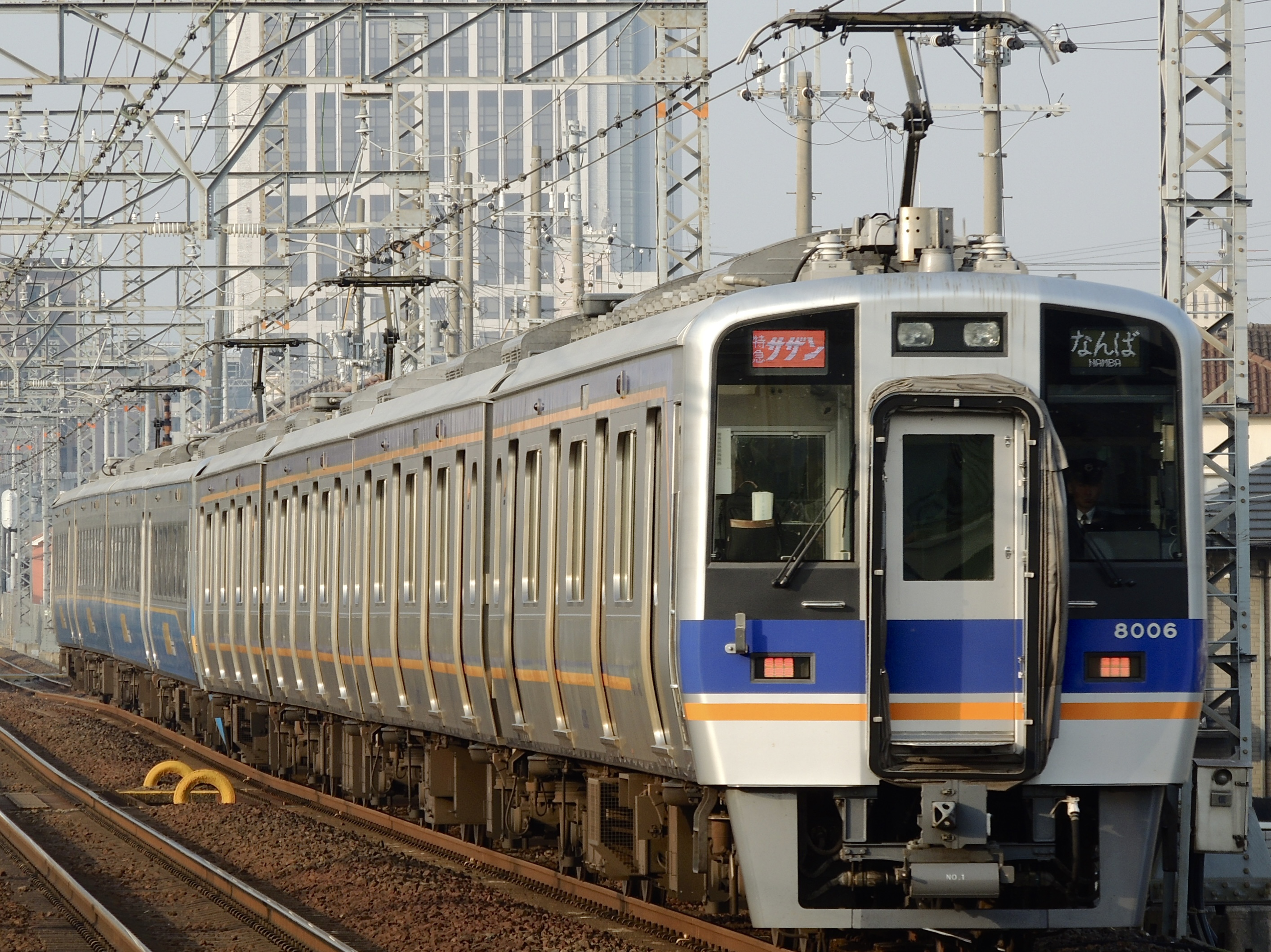
12000系「サザン・プレミアム」（2011年9月1日 - ）
  - 泉北高速鉄道12000系（2018年8月20日 - 9月22日の期間限定）[7]
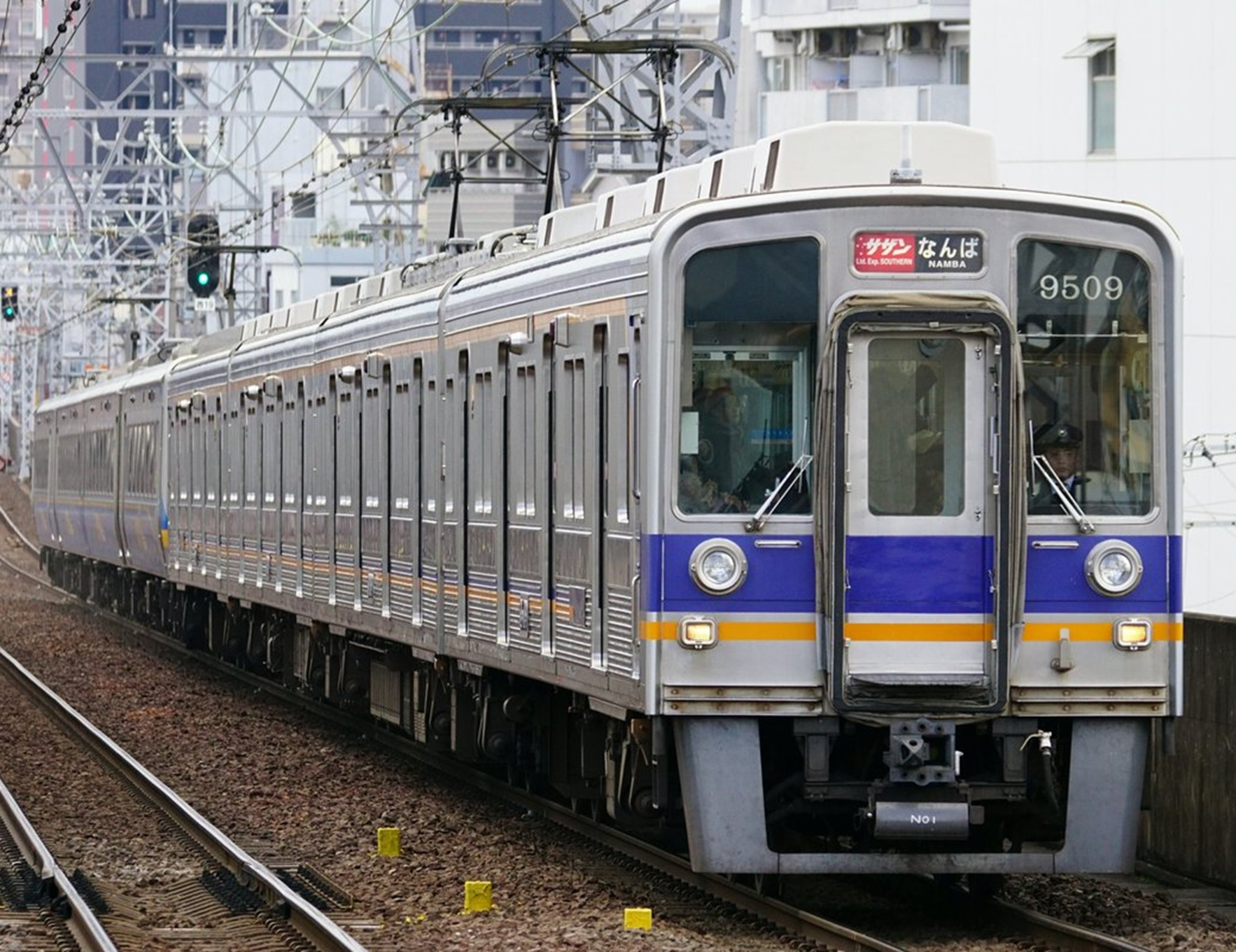
7100系
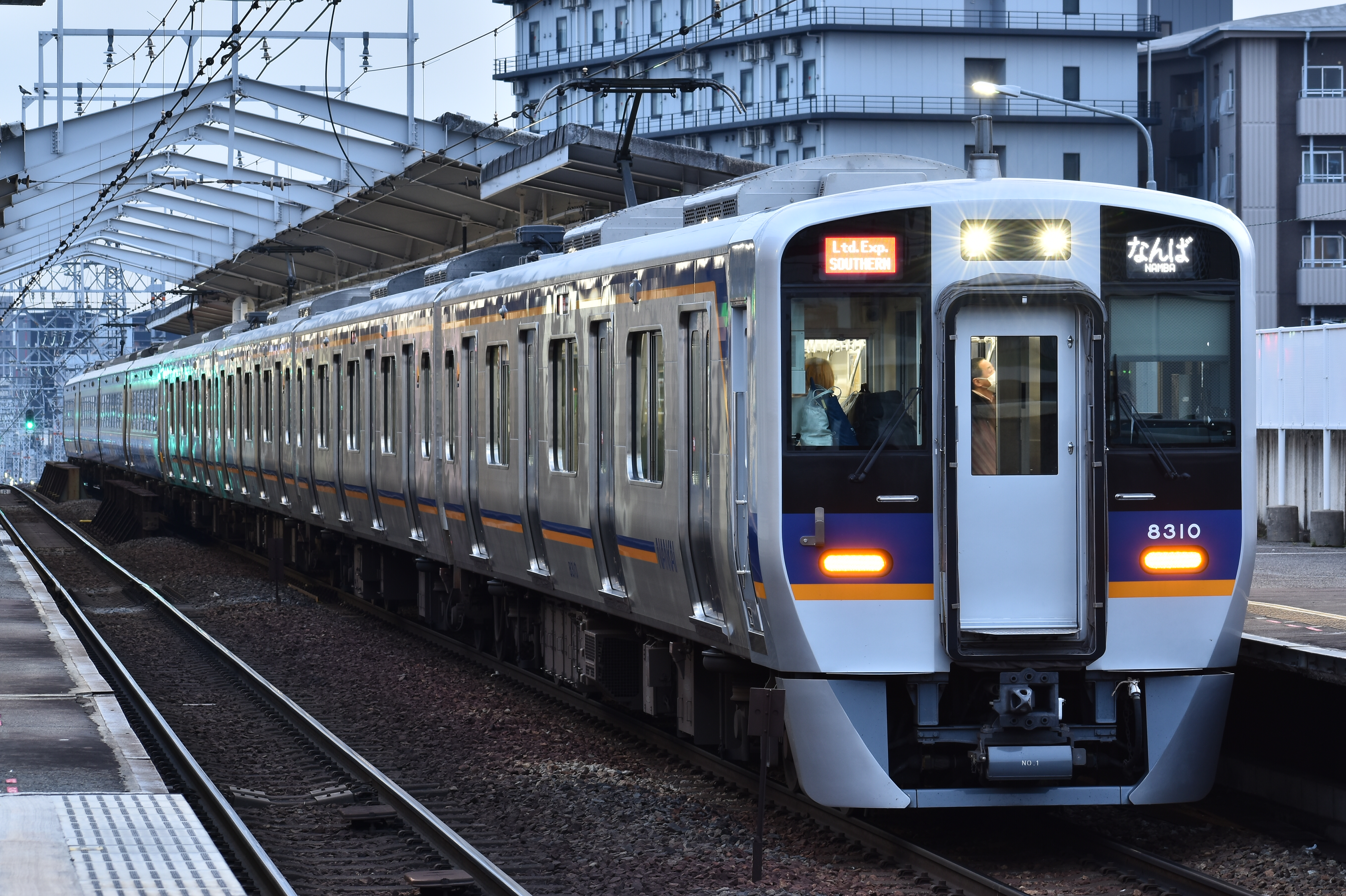
8000系
- 9000系（2015年12月 - ）[8]
- 8300系（2020年12月 - ）

指定席車両
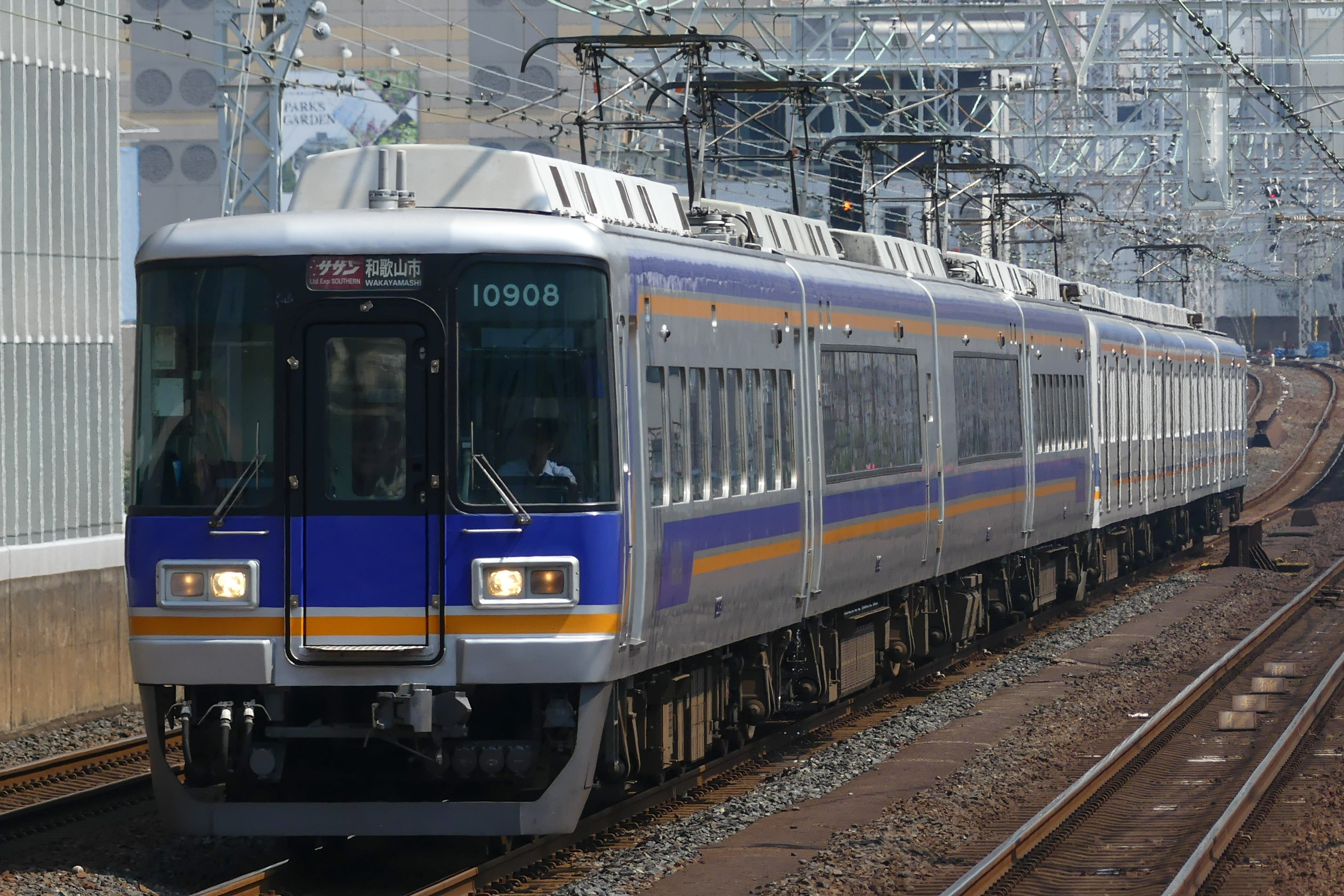
10000系
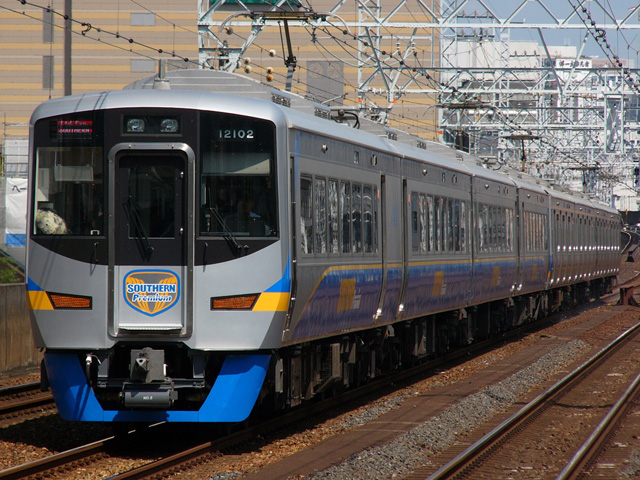
南海12000系
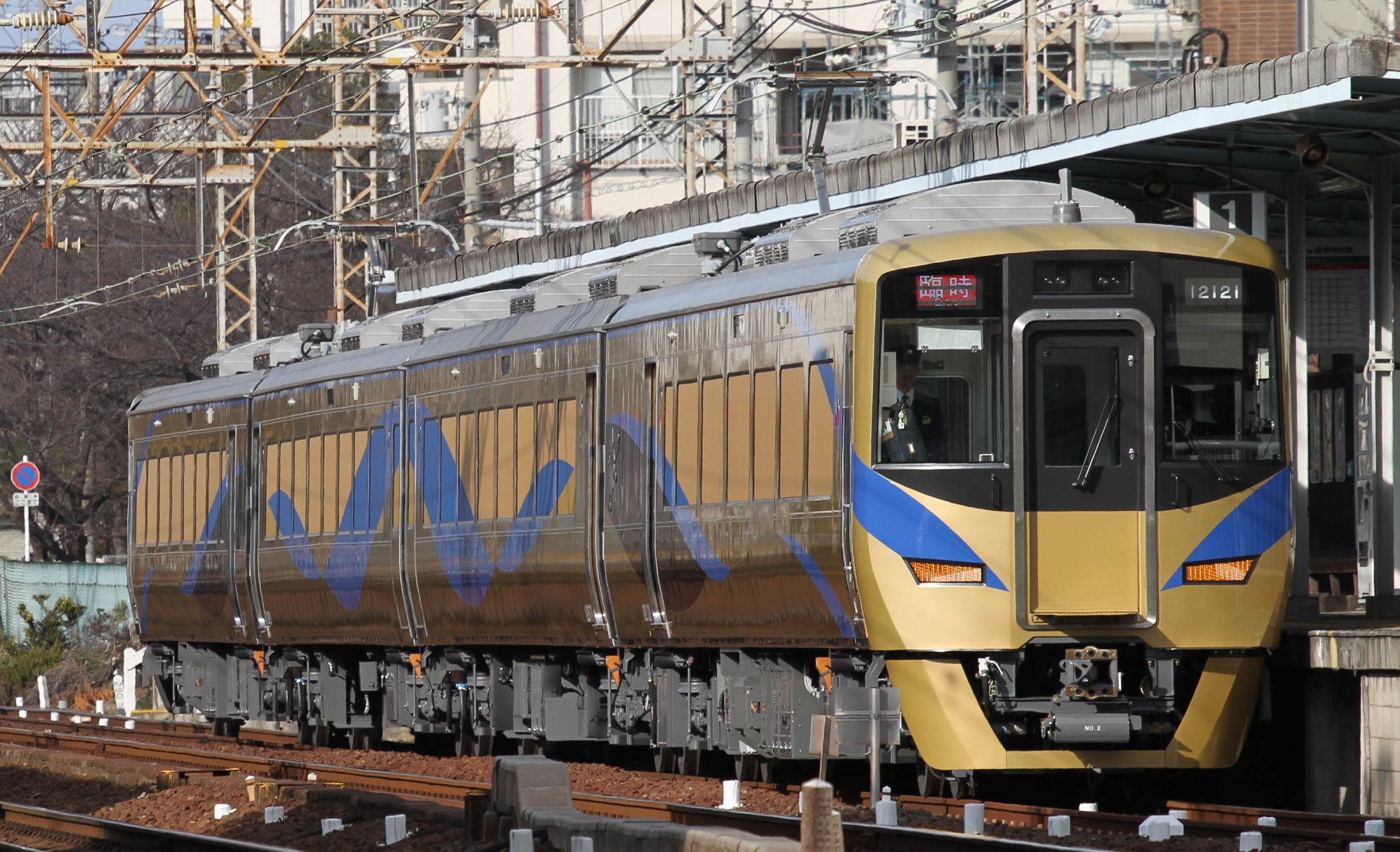
泉北高速鉄道12000系

- 自由席車両
- 7100系
- 8000系
- 9000系
- 8300系

#### 過去の車両
- 7000系（1985年 - 2015年10月）

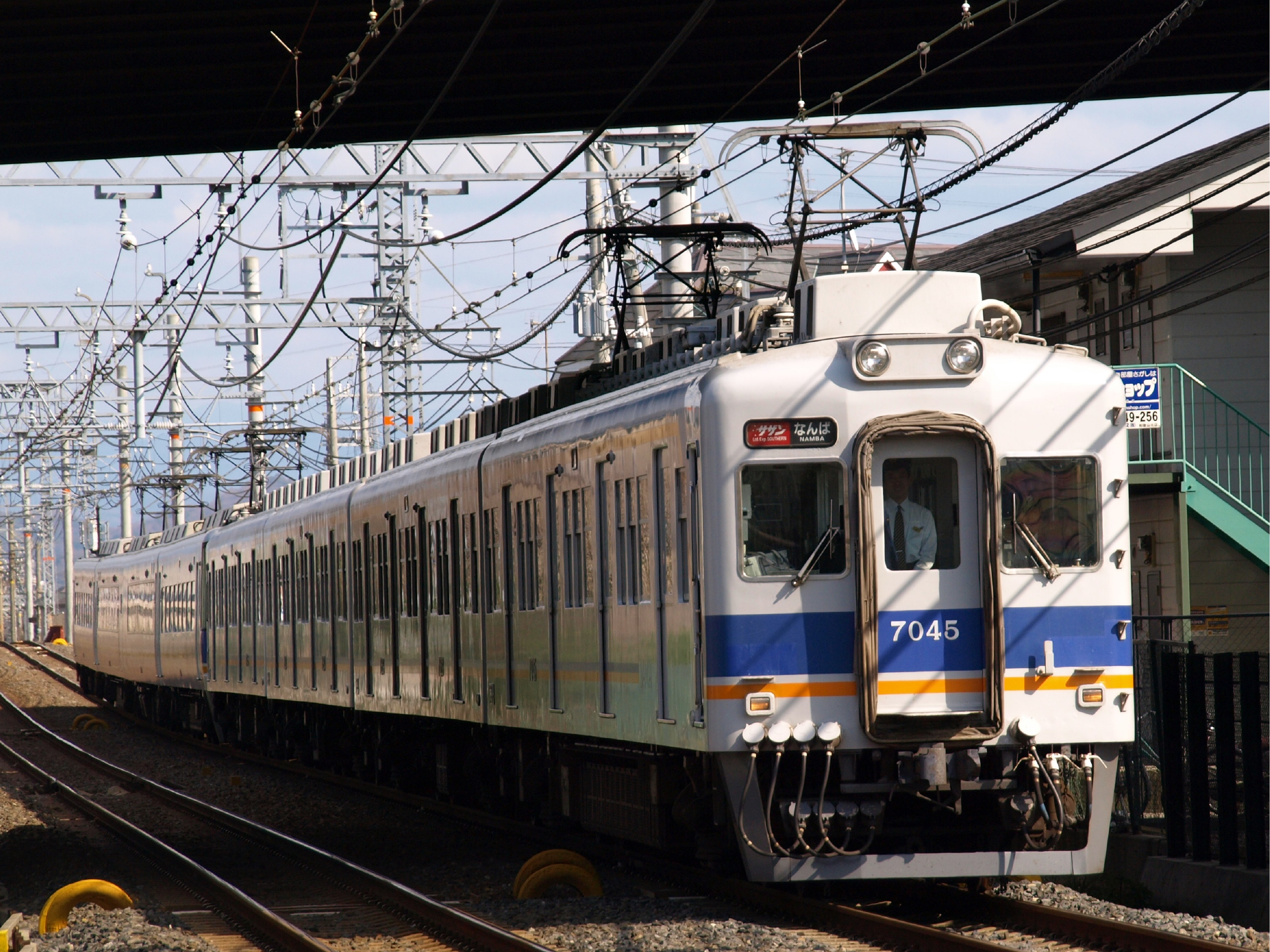
7000系（自由席車・10000系と併結）

### その他
車掌のほか、座席指定車の旅客係としてパッセンジャー・アテンダントが1名乗務している。なお、誤って自由席車（あるいは座席指定車）に乗車した場合は、乗務員への申し出により座席指定車と自由席車の間の連結部を通行できる。ただし、自由席利用者が座席指定車のトイレを使用することはできない。

## 沿革
- 1899年（明治32年）：和歌山 - 小松島港間に航路が開設され、連絡列車が運行されたとされる。なお、これが日本における鉄道連絡船の先例のひとつとも言われている。
- 1922年（大正11年）：難波駅 - 和歌山市駅間で喫茶室併設の固定編成電車電7系による急行列車の運行開始。「浪速号」・「和歌号」・「住吉号」・「濱寺号」・「大濱号」・「淡輪号」の愛称が与えられる。
- 1930年（昭和5年）：電9形に取り替え。難波駅 - 和歌山市駅間を1時間で運行される。
- 1954年（昭和29年）：1948年に開設された深日港より発する淡路航路と四国航路との連絡のため、難波駅 - 多奈川線深日港駅間を運行する急行「なると号」（のち「淡路号」に改称[9]）と「あわ号」の運行開始。
なお、当時は11001系（1954年-1973年）・12001系（1954年-1969年、のちに11001系に編入）が使用されている。
また、難波駅 - 和歌山市駅間に特急を設定する。所要時分は60分。この特急列車の停車駅は龍神駅・泉大津駅・岸和田駅・貝塚駅・泉佐野駅であった。
- 1955年（昭和30年）4月21日：龍神駅と堺駅の統合により特急停車駅を堺駅に変更。
- 1956年（昭和31年）：和歌山港線和歌山市駅 - 和歌山港駅（のちの築港町駅、現・廃止）間が開業。和歌山港駅発着に延長し、同駅で和歌山港 - 小松島港（現在は徳島港）の航路に接続、関西 - 四国間の最短ルートとなった南海本線の主力となった。
- 1961年（昭和36年）：難波駅 - 和歌山市駅間の列車のうち、和歌山 - 小松島港間航路に連絡する列車を特急に昇格。「四国号」の愛称を与えられる。
- 1962年（昭和37年）4月12日：旧1551系充当の四国連絡急行「あわ号」を特急に格上げ、四国側の準急「阿佐」（のち急行に昇格）に連絡する特急「とさ号」を新設し、共に11001系を充当。
- 1963年（昭和38年）12月1日：四国連絡列車の和歌山港駅寄り1-2両を座席指定料金を徴収する座席指定車とする。
- 1964年（昭和39年）12月1日：南海汽船に就航したカーフェリー「きい丸」に連絡する特急「きい号」を新設。
- 1966年（昭和41年）12月1日：国鉄大阪環状線との接続駅である新今宮駅開設に伴い、同駅に停車開始。

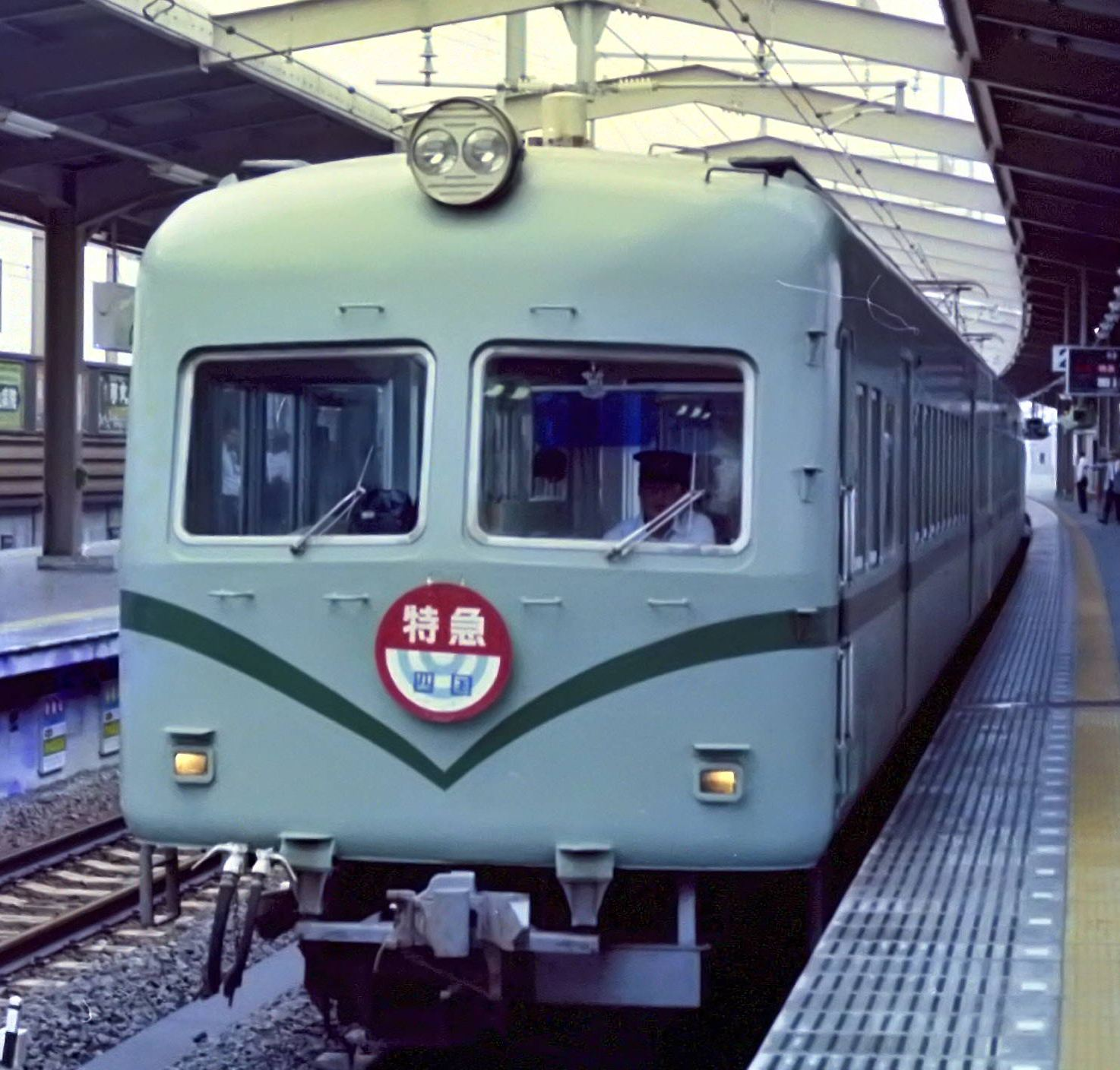
1000系「四国号」 1985年

- 1968年（昭和43年）10月1日：ダイヤ改正で、四国連絡特急は特急「四国号」に名称統合。途中停車駅が新今宮駅・堺駅・岸和田駅・和歌山市駅に整理される。
- 1973年（昭和48年）：架線電圧の1500Vへの昇圧に伴い、11001系後期製造車を更新改造した1000系（初代）が特急「四国号」に導入される。同時に難波駅 - 和歌山市駅間の所要時分は55分に短縮される。また、同区間に7100系冷房車を使用した全車自由席特急も増便され、特急は「四国号」と合わせて日中1時間毎の運転となる。

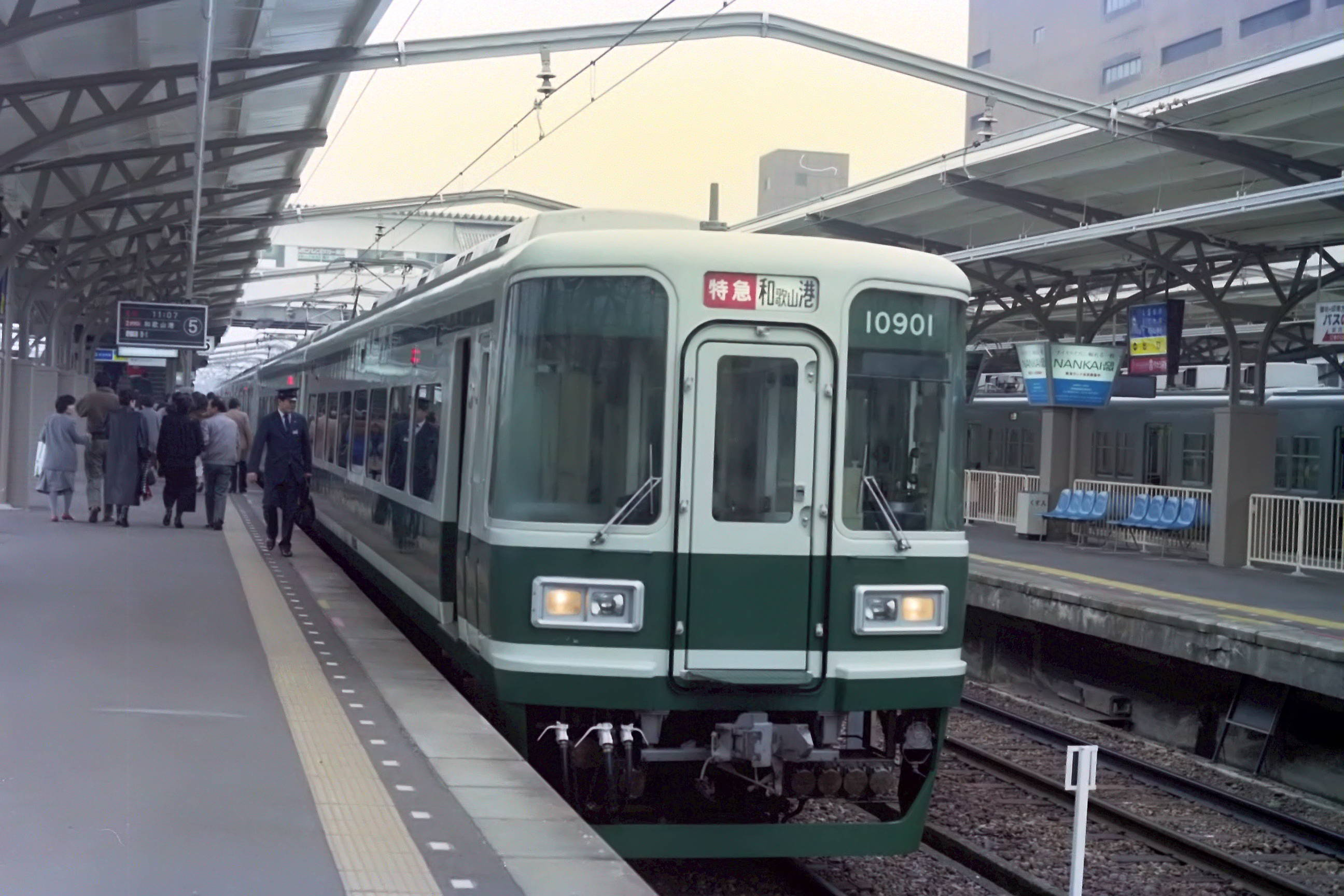
旧塗装の「サザン」 1986年

- 1985年（昭和60年）11月1日：特急「四国号」の後継として、10000系特急「サザン」の運行を開始[5]。同時に泉佐野駅が特急停車駅となる[5]。
自由席車は7000・7100系。当時は一部座席指定が6両編成（座席指定車2両+自由席車4両）、全車座席指定は4両編成での運転であった。
- 1986年（昭和61年）：10000系電車が鉄道友の会のローレル賞を受賞。11月9日、難波駅で授賞式[10]。
- 1987年（昭和62年）3月29日：ダイヤ改正で全車座席指定の列車のうち2本が6両運転になる[11]。
- 1989年（平成元年）
6月1日：1号車が禁煙車となる[12]。
11月12日：ダイヤ改正で一部座席指定の列車のうち10本に座席指定車を2両増結、8両化される[11][13]。
- 1992年
4月9日：10000系に中間車が新造（一部は先頭車を中間車に改造）され、4両固定編成のほか、変則的な6両固定編成が組まれる[14][15][16]。
7月12日：運用される編成が全て4両固定化され、ダイヤ改正より全列車が8両化される[11][16]。
- 1993年（平成5年）：多奈川線多奈川駅発着の急行「淡路号」廃止。晩年は他の急行と同じく7000系電車などの一般車が使用されていた。
- 1994年（平成6年）9月4日：ダイヤ改正でみさき公園駅が基本停車駅になる[11]（それまではみさき公園でイベントがあった時のみ臨時停車していた）。
- 2001年（平成13年）：天下茶屋駅、尾崎駅が特急停車駅となる。後者は急行を減便する代わりの措置であった。
- 2003年（平成15年）：「サザン」座席指定車の禁煙車を拡大。
- 2005年（平成17年）：自由席のみの特急を増便。土休日の全車座席指定の列車がなくなる。平日昼間（土休日は終日）は毎時2本の運転となる。
- 2009年（平成21年）：全列車一部座席指定に統一される。ほぼ全時間帯に毎時2本の運転となる。
- 2010年（平成22年）11月1日：運行開始25周年を迎える。また同年中に座席指定車両利用客が延べ4,000万人を突破したことが公表された。
- 2011年（平成23年）9月1日：指定席車に南海12000系、自由席車に8000系を導入すると同時に「サザン」全列車・全席禁煙を実施。
- 2012年（平成24年）4月1日：ダイヤ変更で全特急列車が「サザン」に統一される。深夜時間帯の上り列車を増発（和歌山市駅発なんば行きの急行を格上げ）。一方、南海フェリーとの乗り継ぎ利用者減少と、全特急列車の一部座席指定化に伴う車両捻出のため、日中の和歌山港駅乗り入れがなくなる（線内運転普通への置き換え）。
- 2014年（平成26年）10月18日：ダイヤ変更で和歌山大学前駅が特急停車駅となる[17]。
- 2015年（平成27年）
10月3日：7000系が9月30日を最後に定期運行を終了し、この日のさよなら運転をもって全ての運用を終了[18][19][20]。
12月10日：南海12000系と9000系（自由席車）との併結運用を開始。9000系が1000系併結対応改造工事され、ブレーキ方式がほぼ共通の12000系とも併結可能となったことによる[21]。
- 2017年（平成29年）
10月22日：台風21号による樽井駅 - 尾崎駅間の男里川橋梁陥没の影響で、「サザン」はすべて運休となる[22]。
11月23日：樽井駅 - 尾崎駅間の復旧に伴い、「サザン」の運転を再開[23]。

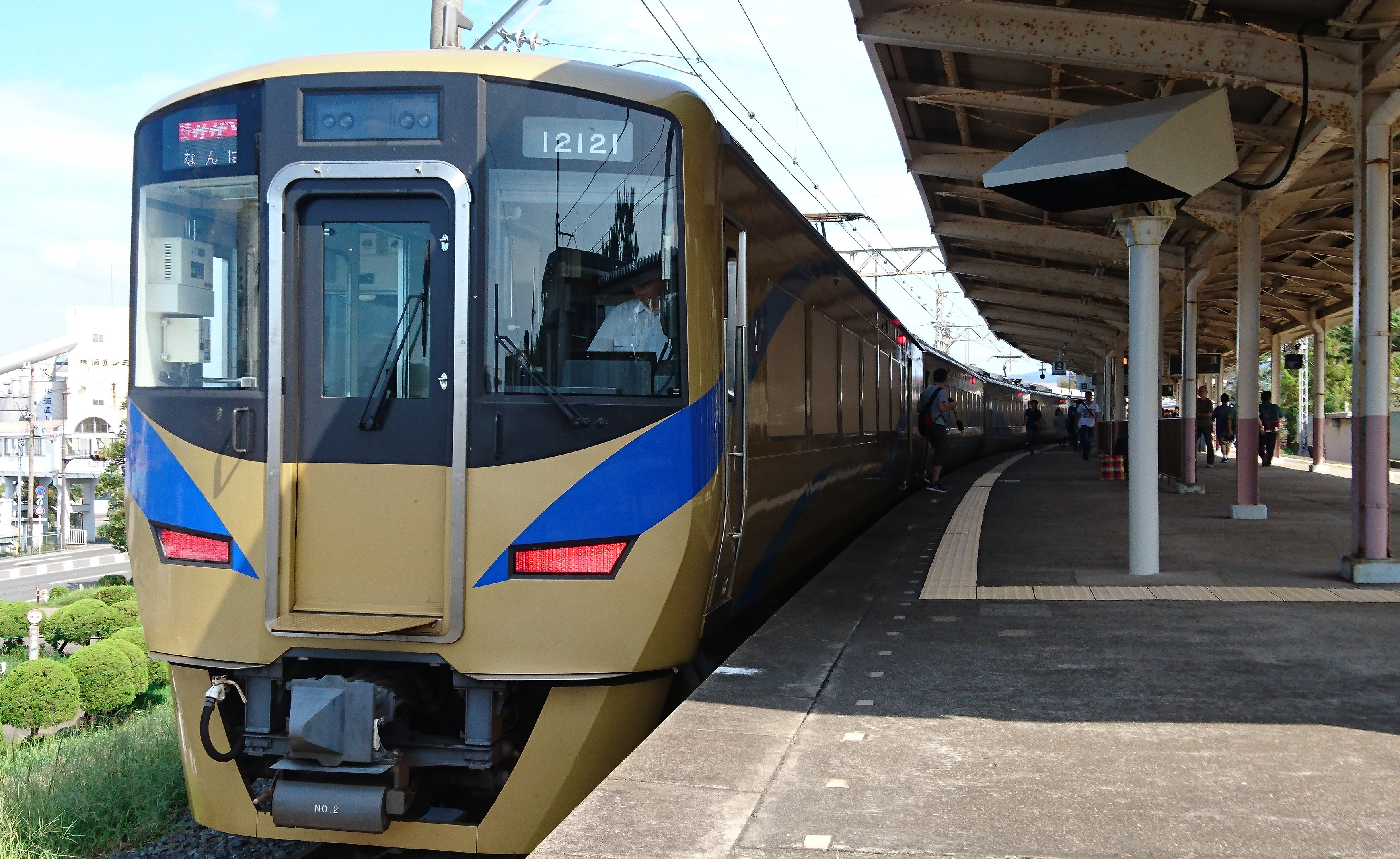
特急「サザン」運用時の泉北高速鉄道12000系。和歌山港駅にて（2018年9月17日撮影）。

- 2018年（平成30年）8月20日：泉北高速鉄道との協力で双方の12000系を交換し、指定席車に泉北12000系を使用した「サザン」の運行（9月22日まで）[7]。このため泉北高速鉄道の車両が史上初めて営業運転で和歌山県内に入線している。
- 2019年（平成31年）4月6日：ダイヤ改正により「サザン」の和歌山市駅発車時刻を原則毎時0分、30分に統一。
- 2020年（令和2年）12月18日：南海12000系と8300系（自由席車）との併結運用を開始[24]。